# Croatia Bus
Croatia Bus d.d. är ett kroatisk bussbolag. Bolaget grundades i Zagreb 1946 under namnet Croatiatrans. Med tiden växte verksamheten och omfattade som mest 5 000 anställda verksamma i 23 dotterbolag. Idag är Croatia Bus Kroatiens största bussbolag och det har över 70 bussar i sin flotta från tillverkarna Neoplan, Volvo och Mercedes.

### Fotnoter
1. ↑  Croatiabus.hr - Bolagets officiella webbplats (kroatiska)